# Schloss Walterskirchen
Schloss Walterskirchen är ett slott i Österrike.   Det ligger i distriktet Bruck an der Leitha och förbundslandet Niederösterreich, i den östra delen av landet, 50 km öster om huvudstaden Wien. Schloss Walterskirchen ligger 148 meter över havet.
Terrängen runt Schloss Walterskirchen är platt söderut, men norrut är den kuperad. Närmaste större samhälle är Hainburg an der Donau, 4,6 km väster om Schloss Walterskirchen. 
Trakten runt Schloss Walterskirchen består till största delen av jordbruksmark. Runt Schloss Walterskirchen är det ganska tätbefolkat, med 56 invånare per kvadratkilometer.